# Phytomia tenebrica
Phytomia tenebrica är en tvåvingeart som beskrevs av Edwards 1919. Phytomia tenebrica ingår i släktet Phytomia och familjen blomflugor. Inga underarter finns listade i Catalogue of Life.